# 呂桔誠
呂桔誠（1956年12月15日—），台灣政治人物，曾任臺灣銀行董事長，曾任財政部部長、行政院政務委員、中華民國銀行商業同業公會全國聯合會理事長、臺灣金融控股董事長。

## 學歷
- 國立政治大學銀行系（1979年）
- 美国伊利诺伊州西北大學Kellogg School管理碩士（1989年）
- 美国哈佛大學Kennedy School，Senior Executive Fellow

## 研究出版
- 接軌國際金融監理、建構永續經營韌性（呂桔誠、孫全玉），財團法人台灣金融研訓院，2023年8月。
- 銀行的新未來 (呂桔誠、歐興祥、邱靖懿)，台灣銀行季刊，第七十三卷第三期。The New Horizon of Banking (Joseph Jye-Cherng Lyu)，Review of Pacific Basin Financial Markets and Policies，Vol.25 No.3 , 2022
- 接軌國際金融監理 建構全面遵循體制（曾令寧、呂桔誠），財團法人台灣金融研訓院，2020年8月。
- 以民為本的的創造性財政（林佳龍、呂桔誠主編），台灣智庫，2014年10月。
- 青年貧窮，貧富差距擴大（邱俊榮、呂桔誠），台灣教會公報第3160期，2012年9月。
- Commentary on Financial Globalization: The Way Forward（Joseph J. C. Lyu），ABA Journal Vol.XX, No. 2, 2005。
- 組合型選擇權之評價及其在投資組合避險策略上之應用（廖四郎、呂桔誠、王昭文），亞太經濟管理評論第六卷第二期，2003年3月。
- 台灣中小及微型企業的融資經驗（呂桔誠、林素凰），台灣經濟研究院研討會，2003年9月。
- 南北雙核心發展方案（呂桔誠、黃玉霖），台灣經濟戰略研討會，2003年2月。
- 信用風險下的股酬交換評價（廖四郎、呂桔誠、廖政芳），貨幣市場，2002年10月。
- 現代銀行管理（呂桔誠、黃振聰、廖源興編譯），2002年1月。
- 住宅抵押貸款保險在我國實施之可行性研究（劉德明、呂桔誠），行政院研考會委託研究，2002年3月。
- 兩岸三地資金流動情形及我國應有之規範（周添城、朱浩民、呂桔誠、陳春山），陸委會研究專案，2000年9月。
- 房屋貸款保險之經濟價值（Kendall、呂桔誠），核保學報，2000年3月。
- 在台外商銀行之演進與展望（林炯垚、呂桔誠），北京兩岸金融學術研討會論文，1995年10月。

## 外部連結
- 臺灣銀行-董事長簡介（页面存档备份，存于）

| 中華民國政府職務 | 中華民國政府職務                                  | 中華民國政府職務 |
| ---------------- | ------------------------------------------------- | ---------------- |
| 行政院           |                                                   |                  |
| 前任： 林全      | 財政部部長 第二十六任 2006年1月25日－2006年7月4日 | 繼任： 何志欽    |